# Dahlia
Dahlia (Georgine) er en slægt med ca. 35 arter, der er udbredt på højsletterne i Mexico og Guatemala. Det er flerårige, knolddannende og urteagtige planter med en busket vækst. Stængler og blade er hårløse, og de endestillede blomster er kurve med brede randkroner og gule, rørformede skivekroner. Blomstringen foregår om sommeren og efteråret. 
Arter og hybrider er især værdsat for de store, farverige blomster. Højden varierer fra 30 cm til så høje som 180-240 cm, og blomsternes diameter varierer fra fra 5 til 30 cm.
Aztekerne brugte planterne som føde, til dekorationer og til ceremonielle formål, mens en lang, træagtig version blev brugt til piber.
Det oprindelige navn på planterne er Dahlia, idet to eksemplarer blev navngivet således i 1791 til ære for den svenske botaniker, Anders Dahl. Georgine (eller Georgina) var det navn, der hyppigst blev anvendt i klassifikationer efter ca. 1810. Det henviser til den russiske planteforædler Johann Gottlieb Georgi. I de fleste lande er planteavlere gået tilbage til Dahlia, men i Østeuropa benyttes Georgina stadig.
| Beskrevne arter |

- Kejsergeorgine (Dahlia imperialis)
- Jomfrugeorgine (Dahlia merckii)
- Havegeorgine (Dahlia × hortensis)

| Andre arter |

- Sektion Pseudodendron
  - Dahlia excelsa
  - Dahlia tenuicaulis

- Sektion Epiphytum
  - Dahlia macdougallii

- Sektion Entemophyllon
  - Dahlia foeniculifolia
  - Dahlia linearis
  - Dahlia rupicola
  - Dahlia scapigeroides

- Sektion Dahlia
  - Dahlia apiculata
  - Dahlia atropurpurea
  - Dahlia australis
  - Dahlia barkerae
  - Dahlia brevis
  - Dahlia cardiophylla
  - Dahlia coccinea
  - Dahlia hintonii
  - Dahlia mollis
  - Dahlia moorei
  - Dahlia pinnata
  - Dahlia pteropoda
  - Dahlia purpusii
  - Dahlia rudis
  - Dahlia scapigera
  - Dahlia sherffii
  - Dahlia tenuis